# Alicia Oshlack
Alicia Yinema Kate Nungarai Oshlack (ur. w 1975 w Roleystone) – australijska bioinformatyczka i szefowa bioinformatyki w Murdoch Children's Research Institute w Królewskim szpitalu dziecięcym w Melbourne. Jest najbardziej znana dzięki rozwojowi metody analizy transkryptomu jako środka ekspresji genów. Scharakteryzowała rolę ekspresji genów w ewolucji człowieka poprzez porównanie człowieka, szympansa, orangutana i makaka; współtworzy metody analizy danych w celu zwiększenia efektywności wykorzystania klinicznego sekwencjonowania RNA w diagnostyce chorób człowieka.

## Młodość i wykształcenie
Alicia Oshlack urodziła się w Roleystone, Perth w 1975 roku. W 1993 roku ukończyła Warrnambool College w Wiktorii. W latach 1994–1998 uczęszczała na Uniwersytet w Melbourne, gdzie z wyróżnieniem kończyła licencjat na wydziale fizyki. Pozostała na uniwersytecie w Melbourne (1999–2003), gdzie obroniła doktorat w dziedzinie astrofizyki na temat centralnej struktury radio-kwazarów.

## Kariera
Oshlack zmieniała obszar zainteresowań na zastosowania matematyki w genetyce po przeprowadzce do Walter i Eliza Hall Institute, gdzie pracowała w charakterze pracownika naukowego (2003–2007), a następnie jako starszy pracownik naukowy (2007–2011) w sekcji bioinformatyki. Oshlack przeniosła się do Murdoch Children's Research Institute w Melbourne w 2011 roku, gdzie objęła stanowisko szefa bioinformatyki. Została również mianowana w 2013 roku współprzewodniczącą grupy doradczej The Melbourne Genomics Health Alliance. W 2013 roku była w komitecie organizacyjnym Beyond the Genome.

## Badania

### Analiza ekspresji genów
Badania Oshlack koncentrują się na metodach analizy ekspresji genomu, w szczególności obliczeń i analiz statystycznych transkryptomu. Obejmują pracę nad normalizacją poziomu tła w dwukolorowych mikromacierzach, normalizacją danych z mikromacierzy, analizą porównawczą sekwencjonowania RNA i normalizacją wzorów metylacji w macierzach DNA człowieka.

### Ewolucja człowieka
Metodologia Oshlack umożliwiła bezstronne porównanie poziomów ekspresji genów pomiędzy człowiekiem i innymi naczelnymi. Jej praca przy porównywaniu poziomów ekspresji genów wątroby pomiędzy pięcioma osobnikami z czterech różnych gatunków naczelnych: człowieka, szympansa, orangutana i makaka, zidentyfikowała szybki rozwój czynników transkrypcyjnych w organizmie człowieka. Kolejne doświadczenia porównały zmiany tych czynników w wielu tkankach ludzkich. Za tę pracę w 2011 roku Alicia Oshlack została nagrodzona medalem Ruth Gani for Human Genetics przyznawanego przez Australijską Akademię Nauk.

### Kliniczne badanie ekspresji genów
Oshlack opracowała oprogramowanie do wykonywania analizy danych sekwencjonowania DNA dla celów diagnostycznych. Narzędzia te są wykorzystywane do analizy danych z sekwencjonowania w diagnostyce kardiomiopatii w Victorian Clinical Genetics Service. Oshlack opracowała również narzędzia do analizy danych onkologicznych, w szczególności do wykrywania mutacji spowodowanych przebudową genomu nowotworowego w wyniku syntezy genów chimerycznych.

## Życie osobiste
Poglądy Oshlack na równowagę życia zawodowego w nauce i komunikowanie szerokiej publiczności, czym zajmują się bioinformatycy zostały opublikowane.